# Atike Sultan (figlia di Ahmed I)
Burnaz Atike Sultan (turco ottomano: عاتکه سلطان, lett. "prova" e "libera" o "generosa"; Costantinopoli, 1614/1616? – Costantinopoli, 1674) fu una principessa ottomana, figlia del sultano Ahmed I.

## Origini
Atike Sultan nacque a Costantinopoli, probabilmente fra il 1614 e il 1616. Suo padre era il sultano ottomano Ahmed I.   
L'identità di sua madre è invece controversa, anche a causa della mancata precisione della sua data di nascita: potrebbe essere una figlia di Kösem Sultan ed eventualmente la gemella di Şehzade Kasim o di uno dei suoi altri figli; oppure essere nata da una concubina sconosciuta.   
La prima ipotesi è supportata dalle prove di una particolare vicinanza fra Atike, Kösem e il suo figlio più giovane Ibrahim (il futuro Ibrahim I). Non solo Atike donò a Ibrahim e Kösem la futura Turhan Sultan, prima Haseki di Ibrahim e madre di Mehmed IV, ma è anche sepolta nel mausoleo di Ibrahim I, piuttosto che in quello di suo padre, cosa insolita per una sorellastra.  
Prende il nome da Ayşe Atike Hanımsultan, figlia della prozia di Ahmed, Gevherhan Sultan, a cui lui era particolarmente grato per aver presentato sua madre a suo padre, e che era morta da poco.  
Dopo la morte di suo padre nel 1617 risiedette nel Palazzo Vecchio con le sue sorelle e sorellastre, sua madre e le altre concubine madri di figli del defunto sultano fino al suo primo matrimonio, se era figlia di una concubina, o fino alla salita al trono di suo fratello Murad IV nel 1623, se era figlia di Kösem.   

## Matrimoni
Atike Sultan si sposò tre volte:
- Nel 1633 con Musahıp Cafer Pasha, rimase vedova nel 1647[5][6].
- Nel 1648 con Koca Sofu Kenan Pasha, rimase vedova nel 1652[2][3].
- Nel 1652 con Doğancı Yusuf Pasha, Gran Visir (1666 - 1667) e governatore di Timișoara. Rimase vedova nel 1670[2][3].

Non sembra aver avuto figli da questi matrimoni, tuttavia si occupò del futuro Mihnea III di Valacchia mentre questi soggiornò a Costantinopoli ed è indicata come la sua "madre spirituale". È anche descritta come molto legata a Turhan Sultan, la concubina che lei stessa aveva educato prima di darla a suo fratello Ibrahim, e a Mehmed IV, il figlio nato dall'unione dei due. 

## Morte
Atike morì a Costantinopoli nel 1674. Venne sepolta nel mausoleo Ibrahim I all'interno della Moschea Hagia Sofia.

## Cultura popolare
Nella serie TV storica Il secolo magnifico: Kösem è interpretata dall'attrice turca Ece Çeşmioğlu. È rappresentata come la figlia più giovane di Ahmed I e Kösem Sultan e gemella di Ibrahim I. 